# Can Blasi
Can Blasi és una obra noucentista de Valls (Alt Camp) inclosa a l'Inventari del Patrimoni Arquitectònic de Catalunya.

## Descripció
Edifici de tres plantes que fa cantonada amb el raval dels Filadors, precisament en el vèrtex i en planta hi ha un triangle isósceles que, a l'altura de la primera planta, té una terrassa, amb una barana amb sis pilastres i balustrada; cada pilastra/peanya té una copa/calze escultòrica.
A la muralla, hi ha una tribuna bastant racionalista i un balcó amb una barana prou interessant. tot el módul vertical de la porta principal té cert interés arquitectònic, amb pilastres individuals o adossades, amb copes incloses. També hi ha una baran molt senzilla, però ben resolta.
La façana que dona al raval dels Filadors no té vàlua.
L'edifici pot considerar-se noucentista.